# Josef Salvat
Josef Salvat (Sydney, 28 oktober 1988) is een Australisch singer-songwriter. Hij had zijn eerste internationale succes na de release van zijn ep "In Your Prime", toen Sony zijn cover van Diamonds van Rihanna gebruikte ter promotie van de nieuwe Sony 4K Ultra HD-televisies.
Salvat heeft tijdens een aantal belangrijke festivals opgetreden, waaronder Lovebox Festival (Londen) en Lowlands, en samengewerkt met de Britse ingenieur Dan Grech-Marguerat. Salvat was ook de openingsact voor de Amerikaanse singer-songwriter Banks tijdens de Britse leg van haar "Gpddess Tour" in november 2014. "Shoot and Run" is gebruikt in de tv-reclame voor "Black Work" op ITV.

## Discografie

### Ep's
| Jaar | Album         | Hoogste Positie | Opmerkingen                                                                                            |
| Jaar | Album         | AUS             | Opmerkingen                                                                                            |
| ---- | ------------- | --------------- | --- |
| 2014 | In Your Prime | –               | Tracklist 1. "Open Season" (4:03) 2. "This Life" (3:42) 3. "Shoot and Run" (4:23) 4. "Diamonds" (4:07) |

### Singles
| Jaar | Single             | Hoogste Positie | Hoogste Positie | Hoogste Positie | Hoogste Positie | Hoogste Positie | Album / ep    |
| Jaar | Single             | AUS             | BEL (Wa)        | FRA             | DUI             | ZWI             | Album / ep    |
| ---- | ------------------ | --------------- | --------------- | --------------- | --------------- | --------------- | ------------- |
| 2014 | "Diamonds"         | –               | 18              | 2               | 11              | 42              | In Your Prime |
| 2014 | "Open Season"      | –               | –               | 102             | –               | –               | In Your Prime |
| 2015 | "Hustler"          | –               | –               | –               | –               | –               | Night Swim    |
| 2015 | "Till I Found You" | –               | –               | –               | –               | –               | Night Swim    |
| 2015 | "Night Swim"       | –               | –               | –               | –               | –               | Night Swim    |